# Galileo Emendabili

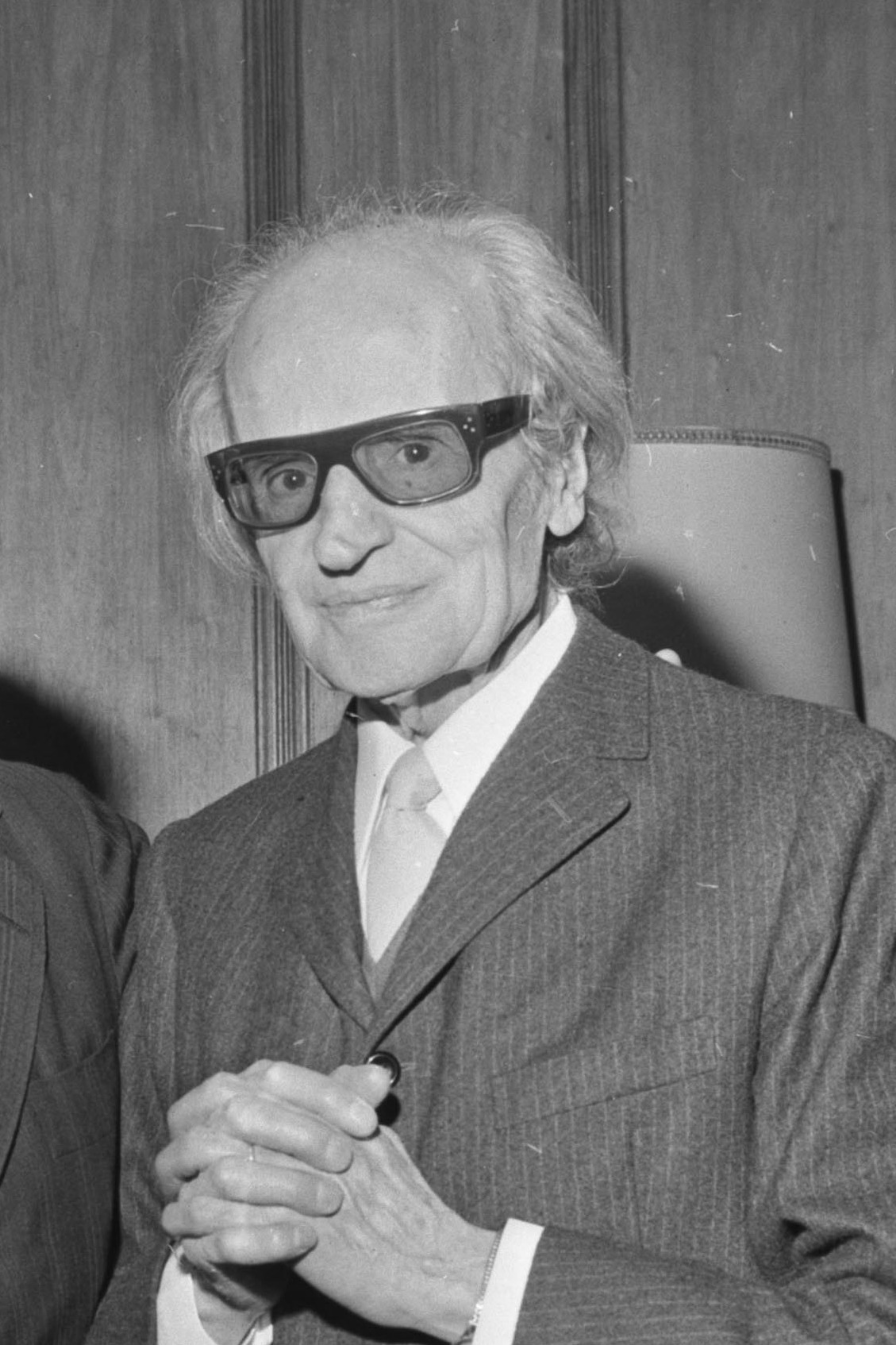
Galileo Emendabili (1973)

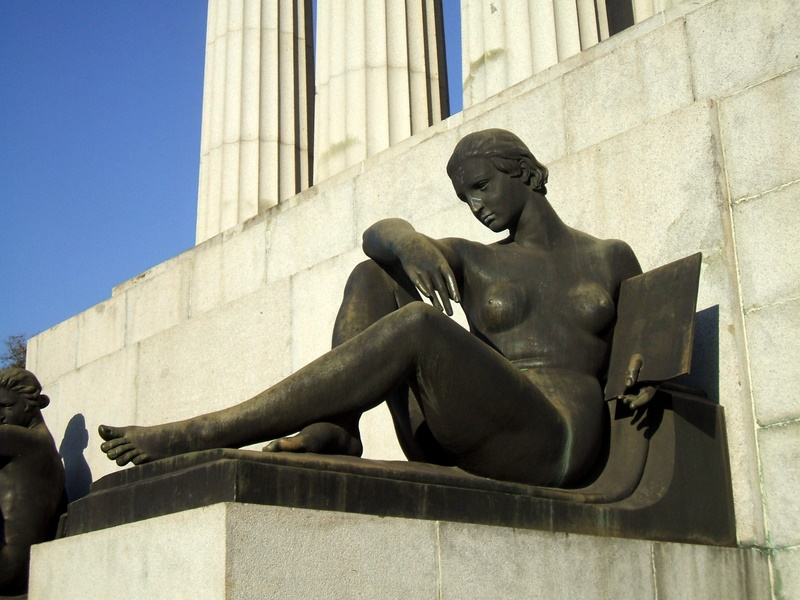
Monumento a Ramos de Azevedo - Pintura 02

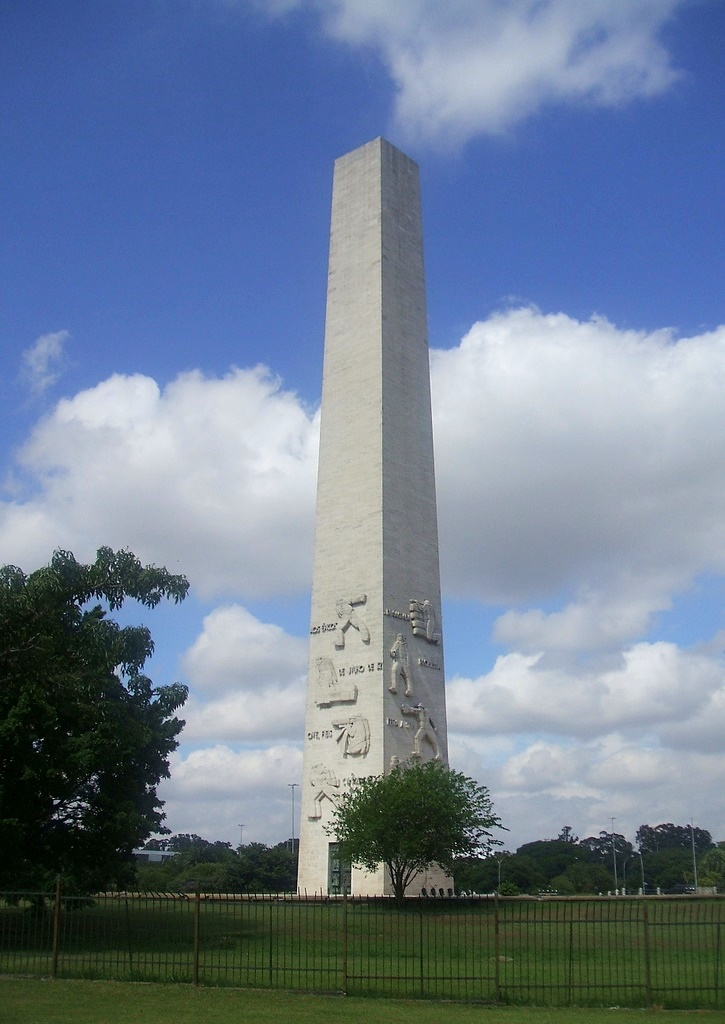
Obelisco della rivoluzione costituzionale del 1932, collocato nel Parco Ibirapuera

Galileo Emendabili (Ancona, 8 maggio 1898 – San Paolo, 14 gennaio 1974) è stato uno scultore italiano.

## La formazione
Galileo Emendabili, detto Ugo in famiglia, nacque in Ancona l'otto maggio del 1898 nel popolare rione del Borghetto. Suo padre, Ludovico, originario della frazione di Paterno, era artigiano del legno; sua madre era Enrica Angioletti. Nella bottega del padre Galileo fece il primo apprendistato e si innamorò dell'arte della scultura in legno. Ad otto anni diventò apprendista intagliatore nella silenziosa officina del sordomuto Augusto Clementi, uno dei più importanti ebanisti del suo tempo in Italia. Emendabili imparò la lingua dei segni, attraverso la quale comunicava con il suo maestro intagliatore e con altri apprendisti sordi.
Il suo talento viene scoperto per caso nel 1909 da don Enrico Ruschioni, cappellano della chiesa del Santissimo Sacramento e amante dell'arte; Galileo aveva raffigurato una Madonna col Bambino su un frammento di pietra usando mattoni rotti e ceramiche di diversi colori. Don Enrico (che aveva scoperto anche il talento del pittore Amerigo Asciutti), si interessò affinché Emendabili potesse studiare all'Accademia di belle arti di Urbino (allora regio istituto di belle arti) utilizzando una borsa di studio riservata agli studenti privi di mezzi.
In attesa di potersi recare ad Urbino, nel 1910 iniziò a studiare anatomia e le prime nozioni di modellato con lo scultore Domenico Jollo, verista, e disegno con Ludovico Spagnolini. Nel 1915, a diciassette anni, partì per Urbino per seguire il corso superiore di scultura. Alternava però lo studio alla pratica dell'arte: nel 1916 aprì ad Ancona, con il pittore Urbano Polverini, il suo primo atelier, a Palazzo Passerini, in Corso Vittorio Emanuele II; stabilì i suoi primi contatti con le opere di Ivan Meštrović, di cui ammirava le opere del periodo romano, dell'espressionista Adolfo Wildt e di Arturo Martini.
Nel 1919, si diplomò con lode nel corso di scultura ed aprì il suo secondo atelier anconitano in via Barilari, nel rione di Capodimonte, nello stesso isolato in cui suo padre trasferì la sua bottega e in cui andò a risiedere la famiglia. Nel 1920 spostò il suo studio in via Astagno, sempre nello stesso rione.

## Opere italiane
Emendabili operò in Italia come scultore dal 1919 al 1923, realizzando numerose opere.
Presso la bottega del suo maestro, l'ebanista Clementi, intagliò la scultura che l'Associazione Legionari Fiumani voleva donare a Gabriele D'Annunzio e che tuttavia rimase nella città di Ancona.
Ideò nel 1921 il memoriale dedicato a Giuseppe Meloni, giovane repubblicano ucciso proditoriamente dalla guardia regia durante una sommossa avvenuta sempre nel 1921. Il monumento, in cui spicca la statua Libertà, si trova nel cimitero delle Tavernelle, ad Ancona.
Nello stesso anno eseguì inoltre il Busto di Giuseppe Mazzini (1921, scuola Mazzini di Ancona); in queste opere si sente l'influsso di Leonardo Bistolfi e Adolfo Wildt.
Nel 1922 realizzò per la Società di Mutuo Soccorso "Goffredo Mameli" di Torrette una grande aquila lignea con lapide dedicata a Giordano Bruno; la società era di ideali repubblicani. Sia il già citato monumento dedicato a Giuseppe Meloni, sia l'opera per la società di mutuo soccorso portarono le istituzioni del tempo a considerare Emendabili vicino agli ambienti sovversivi: in seguito, infatti, ebbe difficoltà a partecipare a concorsi pubblici per la realizzazione di opere d'arte.

## In Brasile
Gli ideali repubblicani di Emendabili furono causa di difficoltà lavorative. Emendabili cominciò a considerare una dolorosa necessità: quella di andarsene dall'Italia, allo scopo di poter continuare ad esprimere liberamente la propria arte. Si sposò con Malvina Manfrini, come lui del Borghetto.
Si imbarcò per il Brasile da Genova il 16 giugno 1923, accompagnato da sua moglie Malvina Manfrini con un biglietto di terza classe e la qualifica di "scultore" sul passaporto.
Il 3 luglio sbarcò a Santos e si stabilì a San Paolo del Brasile, dove trovò impiego come intagliatore presso il liceo d'arti e mestieri e stabilì rapporti con la numerosissima comunità italiana. Il critico Raoul de Polillo scoprì il suo talento e lo incoraggiò a partecipare a vari concorsi. Nel 1925 vinse il concorso per il Monumento a Luis Pereira Barreto e negli anni successivi vinse altri quattro importanti concorsi pubblici: per il Monumento a Ramos de Azevedo (1929), il Monumento agli eroi costituzionalisti del 1932 (1934), il Monumento al granatiere (1935) e il Monumento al Sacro Cuore di Gesù (1950).
Innumerevoli saranno le sue opere nel grande paese sudamericano, del quale contribuì a formare l'immagine moderna, ma l'Obelisco di San Paolo, situato nel Parco Ibirapuera è probabilmente la più nota. In travertino, alto 72 metri, composto da 25 statue, sulla base ha due porte in bronzo con incisioni che esprimono il lavoro del popolo bandeirante e il sacrificio dei giovani nella rivoluzione del 1932.
Nonostante il Brasile fosse per lui una seconda patria, non prese mai la cittadinanza; rimase per tutta la vita con il passaporto italiano e legato alla sua città natale. All'inizio del 1974 comprò un biglietto di ritorno per l'Italia, ma non riuscì ad utilizzarlo, perché un attacco di cuore mise fine alla sua vita di artista il 14 gennaio dello stesso anno.
Dopo la morte, la città di San Paolo gli dedicò una mostra postuma, allestita nel 1987 al Museo d'arte, dal titolo Monumento a Ramos de Azevedo: do concurso ao exílio. Nel maggio del 1999, in occasione del centenario della nascita, la città di Ancona ha dedicato ad Emendabili una grande mostra dal titolo Galileo Emendabili. Uno scultore emigrante nell'Ancona del primo Novecento.
Un certo numero di sue opere sono conservate a San Paolo (Museo d'arte, Museo d'arte sacra, Museo Guilherme de Almeida, Pinacoteca do Estado), nella Pinacoteca di Ancona, nei Musei Vaticani; una copia in gesso della Libertà del monumento a Giuseppe Meloni è conservata al Museo Omero di Ancona.

## Galleria di opere

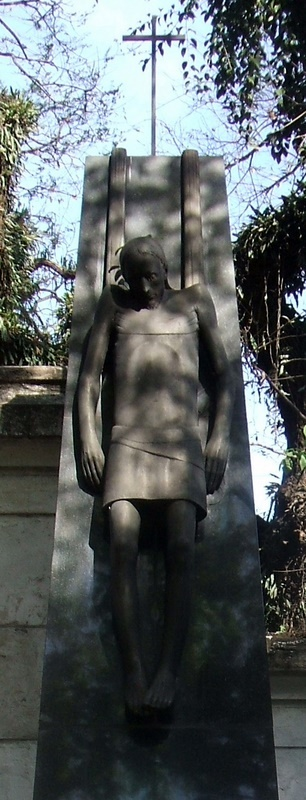
Cristo, in Túmulo da Família João Batista Raia
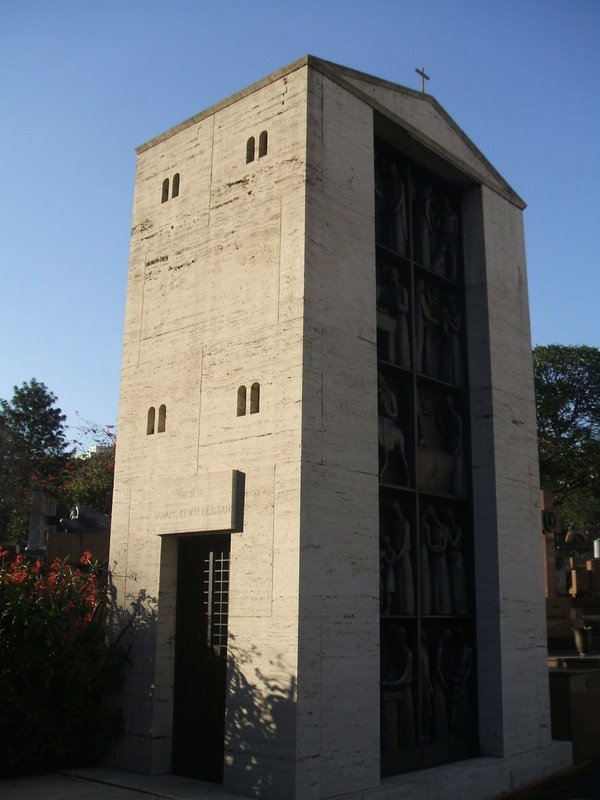
Mausoleo della famiglia Varam Keutenedjian
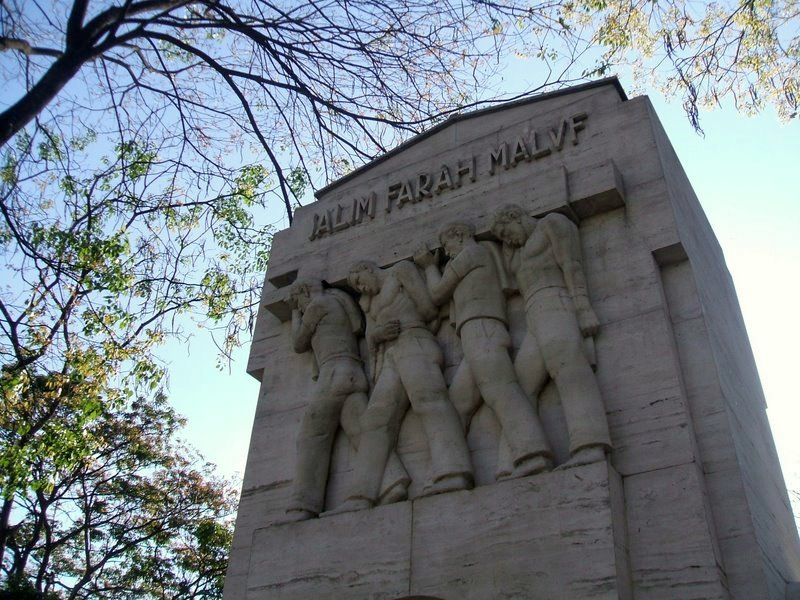
Tomba di Salim Farah Maluf
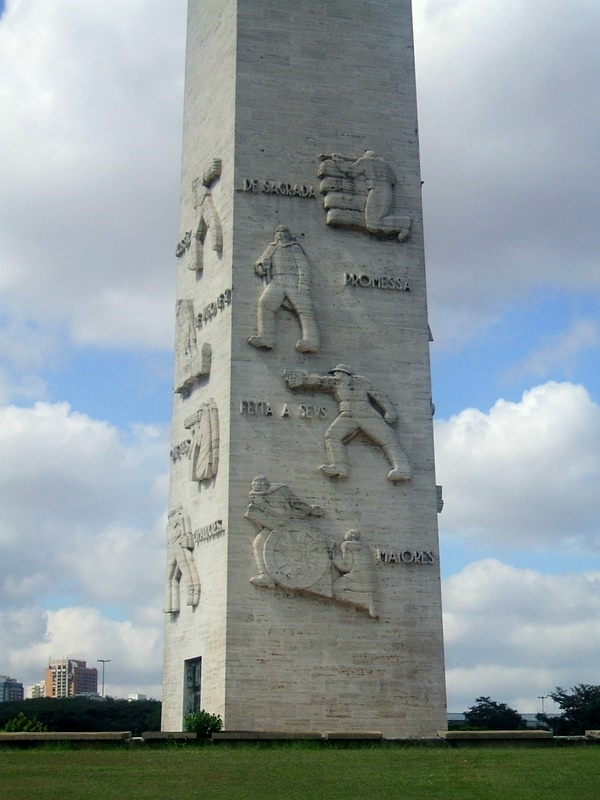
Particolare dell'Obelisco di San Paolo del Brasile
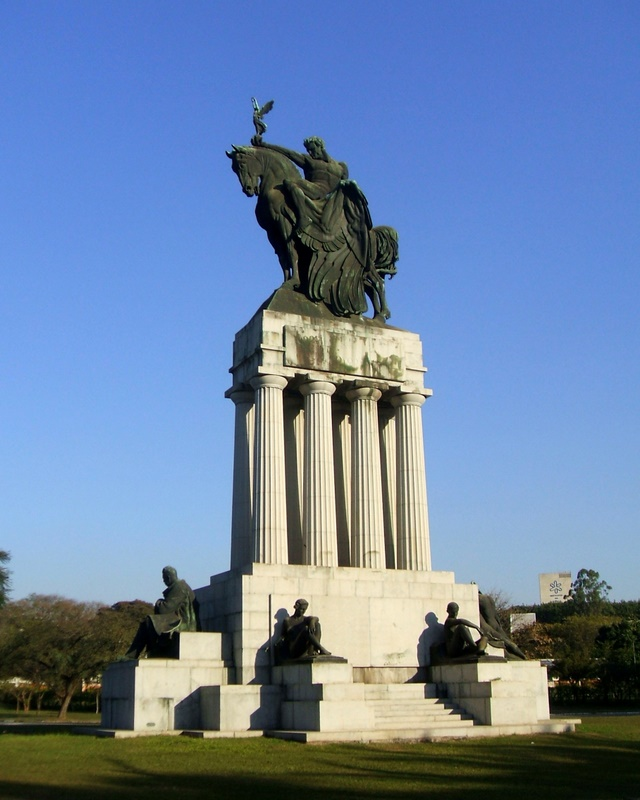
Monumento a Ramos de Azevedo
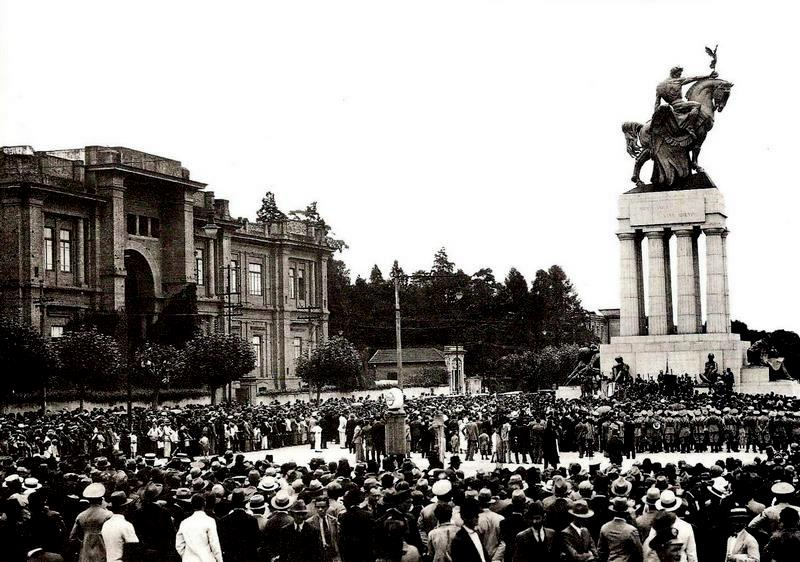
Inaugurazione del monumento, il 25 gennaio 1934. Sullo sfondo, la Pinacoteca nazionale
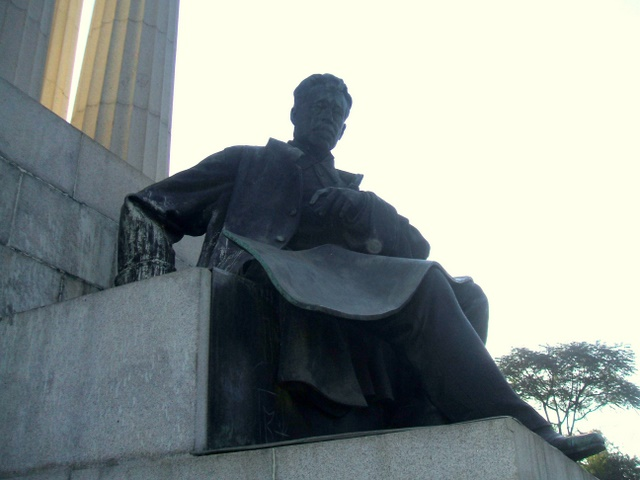
Ramos de Azevedo con pianta di un progetto; particolare del Monumento a Ramos de Azevedo
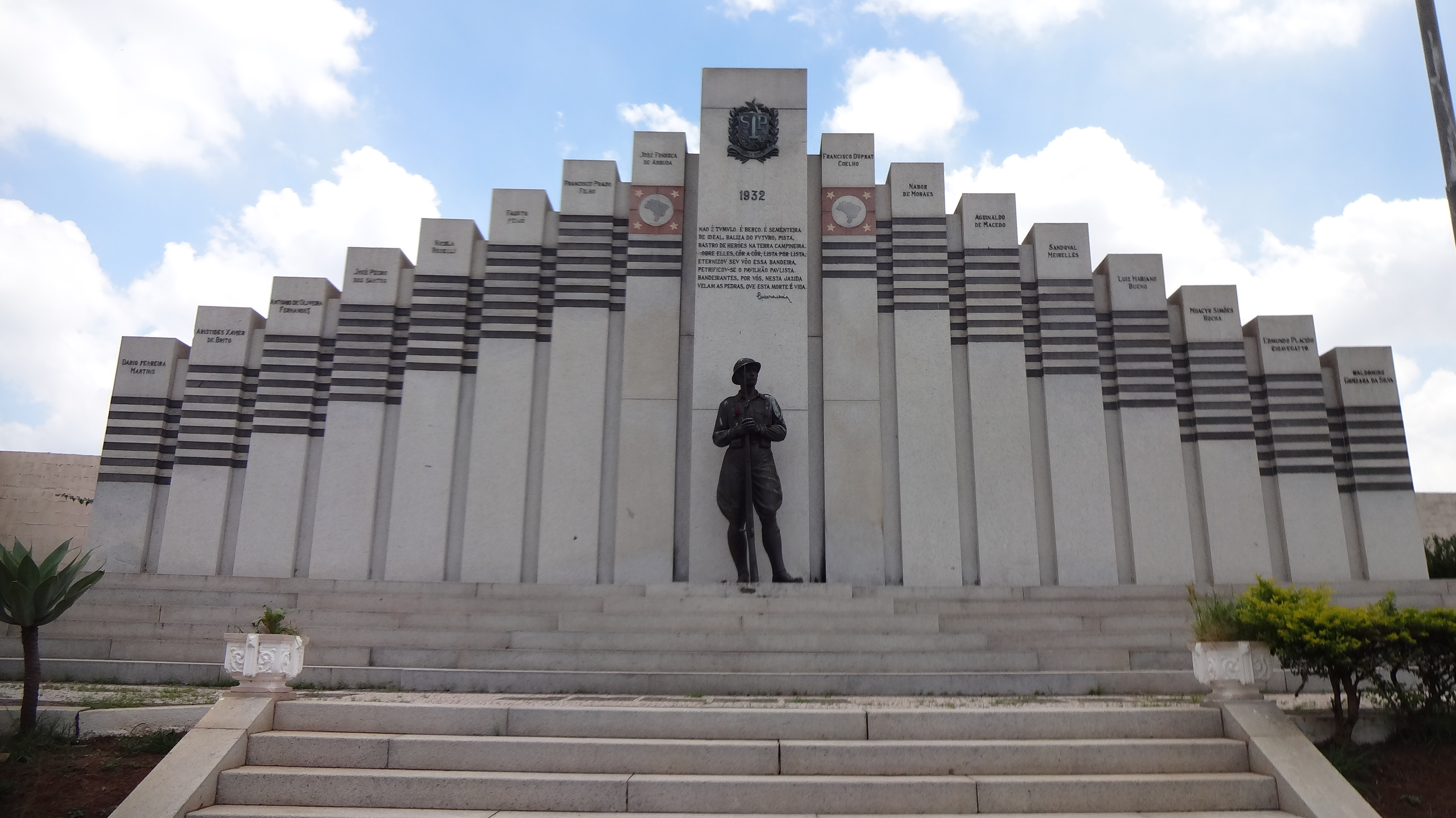
Monumento agli eroi costituzionalisti del 1932
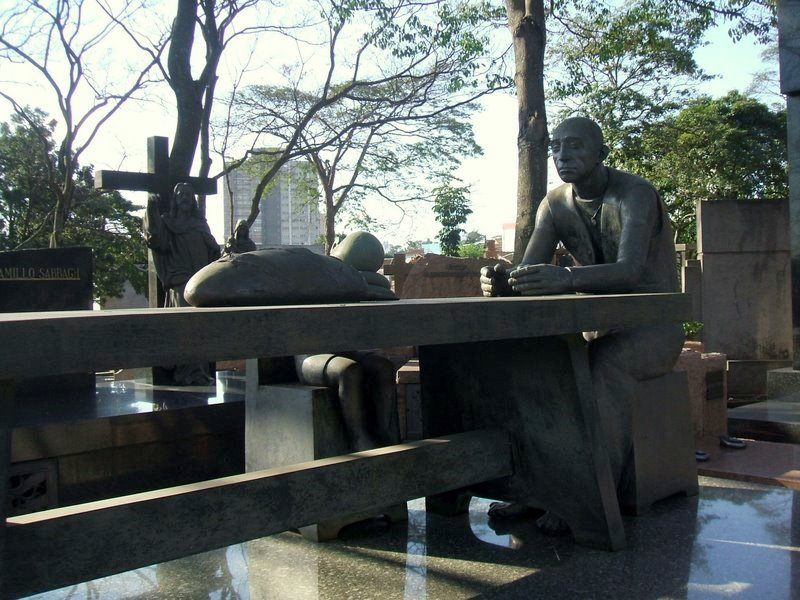
Túmulo do Pão, Cimitero di San Paolo del Brasile